# 鱼笱
鱼笱，又名鱼罶、鱼筌，是一种竹子制作的捕鱼器具，鱼儿一旦进入就出不来。 在中國，鱼笱先秦时期就出现了，一直延续至今已经二千多年历史。

## 分類

### 中國
把竹子破开，削成篾条，纵横交错编织，一般耗时2天到5天。
鱼笱的顶端大，尾部小，中间是束腰，仿佛一个喇叭，内部有向里头内翻的竹片，鱼儿一旦进去了就出不来。
把鱼笱放置在溪水的下游，拿器物在上游和中游赶鱼儿，鱼儿惊吓之后往下游逃命，钻入鱼笱。

### 臺灣
臺灣多數原住民族都有魚笱或類似的漁具，最早於 1744-1747 年（乾隆 9-12 年）由臺灣監察御史六十七命畫工所繪製之《番社采風圖》中的〈捕魚〉一圖中，即可見目加溜灣、哆囉嘓等社民在溪中以類似魚笱的漁具捕魚。各族形制、做法各有些差異，以大武壠族與巴宰族的魚笱為例，前者魚笱的笱身有弧度，編織時由底部往上編；後者笱身較直，編織時由上往下編。

各種臺灣原住民族的魚笱
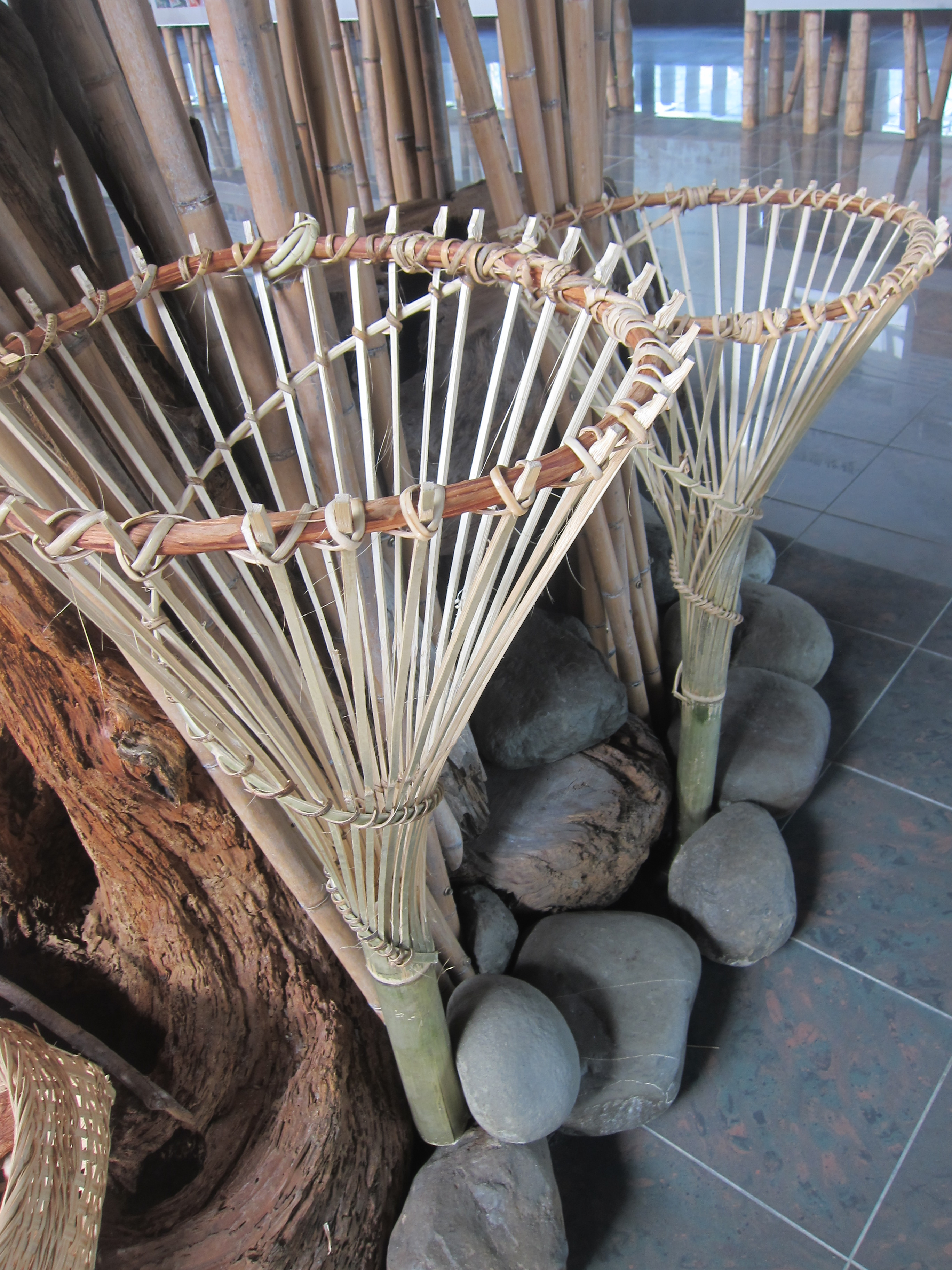
小林村大武壠族魚笱。
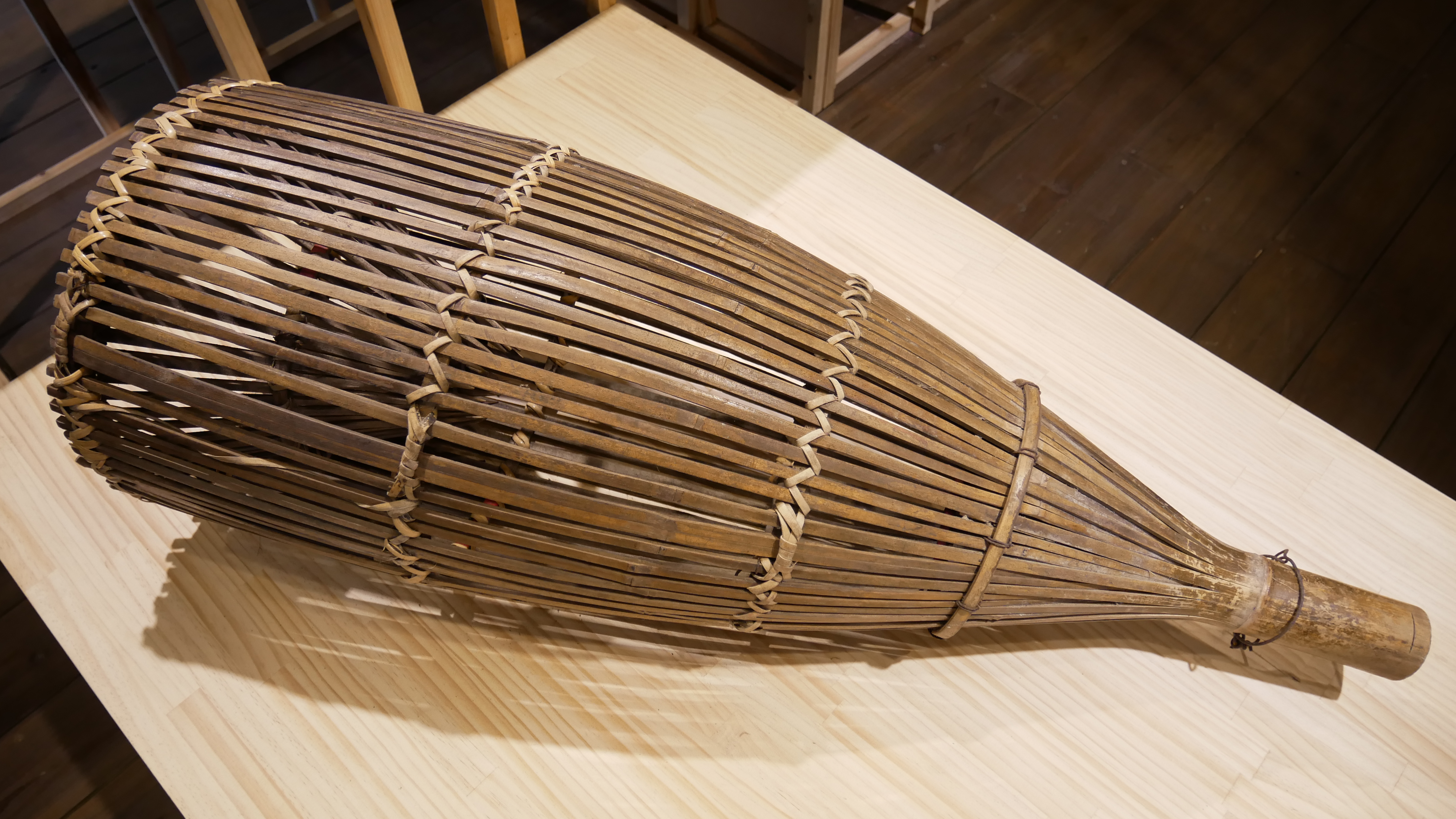
泰雅族魚筌。
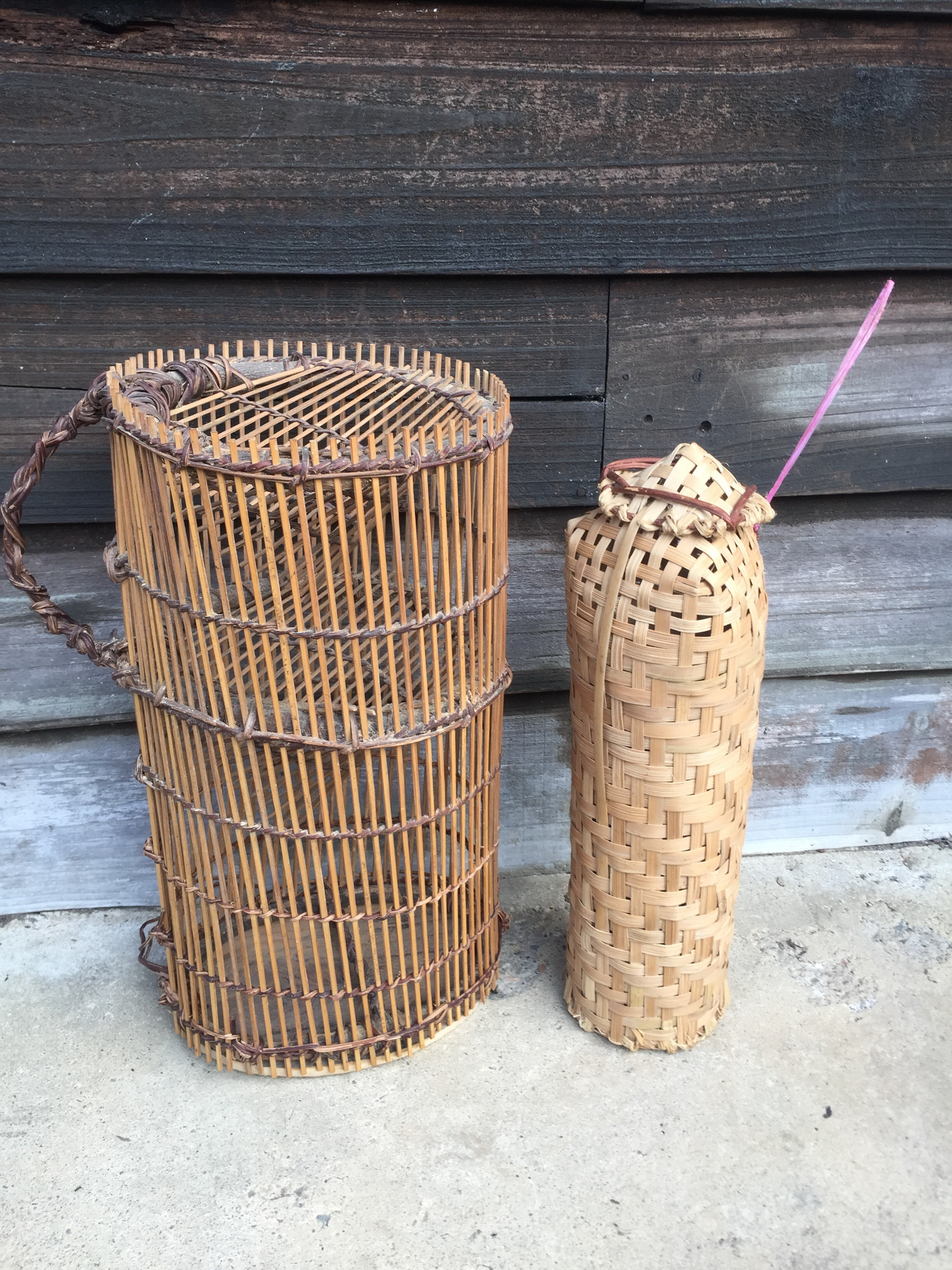
邵族魚筌（左）。

## 文学典故
《诗经·尔雅·释器》：“嫠妇之笱谓之罶”（嫠妇：寡妇；罶：音同“柳”，捕鱼的竹篓子，鱼儿进入就出不来。）
唐朝文学家皮日休《初冬偶作寄南阳润卿》：“迎潮预遣收鱼笱，防雪先教盖鹤笼”。
唐朝文学家陆龟蒙《奉和袭美太湖诗·崦里》：“处处倚蚕箔，家家下鱼筌”（筌，音同“全”，即鱼笱。）